# Canon EOS 750D
Canon EOS 750D — цифровой зеркальный фотоаппарат начального уровня, анонсированный компанией «Кэнон» 6 февраля 2015 года. 

## Описание
Canon EOS 750D является преемником Canon EOS 700D. В Северной Америке фотоаппарат носит название EOS Rebel T6i, в Японии — Canon EOS Kiss X8i. Вместе с 750D вышел 760D (EOS Rebel T6s в Америке, EOS 8000D в Японии), отличающийся наличием ЖК-дисплея на месте диска переключения режимов съемки, дополнительным диском управления, изменённым внешним видом некоторых кнопок и их расположением, а также следящим в live view автофокусом (на 750D автофокус доступен только в обычном режиме). По эргономике 760D позаимствовал ряд черт модели 70D из более дорогой линейки.

## Отличия от предыдущей модели
- Более высокое разрешение матрицы: 24 мП против 18.
- 19 точек автофокусировки против 9.
- Несколько меньший (на 4%) вес.
- Встроенный модуль Wi-Fi, который (наряду с технологией NFC [Near Field Communication]) даёт возможность передачи снимков на совместимые устройства, а также дистанционного управления камерой[1][2].